# USS Owen (DD-536)
USS Owen (DD-536) — эскадренный миноносец типа «Флетчер», в период Второй мировой войны состоявший на вооружении ВМС США. Был назван в честь Элиаса К. Оуэна (21 ноября, 1834-8 апреля, 1877).
Эсминец был заложен 17 сентября 1942 года на верфи Bethlehem Steel спущен на воду 21 марта 1943 года и сдан в эксплуатацию 20 сентября 1943 года, под командование коммандера Вуда.

## История
Эсминец принял участие в Марианской операции и операции Айсберг.

## Награды
Эсминец был награждён девятью звёздами за службу во Второй мировой войне и двумя звёздами за участие в Корейской войне.